# Leigh Richmond Roose
Leigh Richmond "Dick" Roose, MM, (27 de novembre de 1877 - 7 d'octubre de 1916) fou un futbolista gal·lès de la dècada de 1900.
Fou internacional amb la selecció de Gal·les. Pel que fa a clubs, defensà els colors, entre d'altres, de Aberystwyth Town, Stoke, Everton, Sunderland, Celtic, Port Vale, Huddersfield Town, Aston Villa i Woolwich Arsenal.